# 王舜耕
王舜耕（1484年—？），字于田，號石崖，直隸蘇州府常熟縣人，匠籍，明朝政治人物。

## 生平
正德八年（1513年）癸酉科應天府鄉試第二十七名舉人。正德十二年（1517年）中式丁丑科會試第九十六名，登第三甲第一百三十八名進士。通政司观政，授江西庐陵县知县，嘉靖三年（1524年）正月选授云南道御史，八年巡视盐课，十年巡按河南。左迁，终光州判官。

## 家族
曾祖王孟德；祖父王廷美；父王原吉，曾任義官。母宗氏。具庆下。弟王舜渔，同科進士。